# Bulbomollisia
Bulbomollisia is een geslacht van schimmels behorend tot de familie Mollisiaceae. De typesoort is Bulbomollisia radiata.

## Soorten
Volgens Index Fungorum bevat het geslacht drie soorten (peildatum mei 2023):
| Soortnaam                | Auteur(s)         | Publicatiejaar |
| ------------------------ | ----------------- | -------------- |
| Bulbomollisia radiata    | Graddon           | 1984           |
| Bulbomollisia striata    | Graddon           | 1990           |
| Bulbomollisia stromatica | (Graddon) Graddon | 1984           |